# 청화백자매화절지문필통
청화백자매화절지문필통(靑華白磁梅花折枝文筆筒)은 서울특별시 종로구 서울역사박물관에 있는 조선시대의 필통이다. 2002년 8월 16일 서울특별시의 유형문화재 제154호로 지정되었다.

## 개요
이 筆筒은 조선 후기에 제작된 것으로 廣州 分院 官窯의 제품이다. 물레 성형으로 제작하였으며 모래받침을 하여 구웠다. 口緣部를 나팔처럼 벌려 外反하게 했고 몸체 하부는 정리과정에서 대나무 마디와 유사한 형태로 깎았다. 釉藥이 맑고, 胎土가 밝으며, 光澤도 비교적 좋다.
몸체의 상부에는 청화 안료를 이용하여 施文했는데 컴퍼스를 이용하여 세 군데 원을 그리고 그 안에 매화를 切枝 형태로 간략하게 그려 넣었다. 굽의 깎여진 모양과 상태로 보건대 마무리 단계까지 세심한 배려가 있었음을 알 수 있다.

## 참고 문헌
- 청화백자매화절지문필통 - 국가유산청 국가유산포털